# Stazione di Altamura (FAL)
La stazione di Altamura è una stazione ferroviaria delle Ferrovie Appulo Lucane (FAL) a servizio di Altamura, nella città metropolitana di Bari. È posta sulla ferrovia Bari-Matera-Montalbano Jonico ed è stazione di diramazione della ferrovia Altamura-Avigliano-Potenza.
È adiacente all'omonima stazione di Altamura, posta sulla ferrovia Rocchetta Sant'Antonio-Gioia del Colle e gestita da Rete Ferroviaria Italiana.

## Storia
La stazione fu aperta nel 1915 come parte della linea Bari-Matera. Nel 1934, con il completamento della linea per Potenza, divenne stazione di diramazione.

## Strutture e impianti
La stazione è dotata di un fabbricato viaggiatori che ospita la sala d'attesa e la biglietteria. La biglietteria funge anche da piccolo bar.
Il piazzale conta 3 binari passanti, raggiungibili attraverso un sottopassaggio che, inoltre, collega la stazione FAL al piazzale esterno della stazione RFI.

## Traffico
Il movimento passeggeri è molto buono durante tutto l'anno, anche grazie ai numerosi pendolari che percorrono la tratta. Tutti i treni in transito (circa 90 al giorno) effettuano fermata in questa stazione. I treni non circolano nei giorni festivi.

## Servizi
- Biglietteria a sportello
- Biglietteria automatica
- Sala d'attesa
- Servizi igienici

## Interscambi
- Stazione di Altamura (RFI)
- Autobus urbani
- Autobus extraurbani